# 400 mètres masculin aux Jeux olympiques de 1900 (athlétisme)
Pour un article plus général, voir Athlétisme aux Jeux olympiques de 1900.
Navigation
Athènes 1896 Saint-Louis 1904
L'épreuve du 400 mètres masculin aux Jeux olympiques de 1900 s'est déroulée les 14 et 15 juillet 1900 à la Croix-Catelan à Paris, en France. Elle est remportée par l'Américain Maxie Long.

## Résultats

### Finale
| Rang               | Athlète         | Pays       | Temps  | Notes |
| ------------------ | --------------- | ---------- | ------ | ----- |
| Médaille d'or      | Maxie Long      | États-Unis | 49 s 4 | OR    |
| Médaille d'argent  | William Holland | États-Unis | 49 s 6 |       |
| Médaille de bronze | Ernst Schultz   | Danemark   | 51 s 5 |       |
| —                  | Dixon Boardman  | États-Unis |        | DNS   |
| —                  | Harry Lee       | États-Unis |        | DNS   |
| —                  | William Moloney | États-Unis |        | DNS   |